# Resolutie 919 Veiligheidsraad Verenigde Naties
Resolutie 919 van de Veiligheidsraad van de Verenigde Naties werd unaniem aangenomen op 25 mei 1994. De resolutie hief alle sancties tegen Zuid-Afrika op, nu de apartheid in dat land was afgeschaft.

## Achtergrond
Na de Tweede Wereldoorlog was in Zuid-Afrika het apartheidssysteem ingevoerd, waarbij blank en zwart volledig van elkaar gescheiden moesten leven terwijl die eersten wel bevoordeeld werden. Het Afrikaans Nationaal Congres (ANC), waarvan ook Nelson Mandela lid was, was fel tegen dit systeem gekant. Ook in de rest van de wereld werd het afgekeurd, wat onder meer tot sancties tegen Zuid-Afrika leidde. 
In 1994 werd de apartheid afgeschaft. In datzelfde jaar werden er verkiezingen gehouden, waarop Nelson Mandela president werd.

## Inhoud
De Veiligheidsraad:
- herinnert aan de resoluties 282, 418, 421, 558 en 591;
- verwelkomt de eerste verkiezing met alle rassen en meerdere partijen en de opzetting van een verenigde democratische niet-raciale regering;
- neemt nota van de brief van president Nelson Mandela;
- benadrukt de dringendheid om Zuid-Afrika opnieuw te integreren in de internationale gemeenschap, waaronder in de Verenigde Naties;

1. besluit om het wapenembargo opgelegd in resolutie 418 uit 1977 meteen te beëindigen;
2. besluit ook om alle andere maatregelen tegen Zuid-Afrika meteen te beëindigen;
3. besluit om het comité dat was opgericht in resolutie 421 uit 1977 op te heffen;
4. nodigt alle landen uit om hun wetgeving ter zake aan te passen.

## Verwante resoluties
- Resolutie 772 Veiligheidsraad Verenigde Naties (1992)
- Resolutie 894 Veiligheidsraad Verenigde Naties
- Resolutie 930 Veiligheidsraad Verenigde Naties

Lijst ·  893 ·  894 ·  895 ·  896 ·  897 ·  898 ·  899 ·  900 ·  901 ·  902 ·  903 ·  904 ·  905 ·  906 ·  907 ·  908 ·  909 ·  910 ·  911 ·  912 ·  913 ·  914 ·  915 ·  916 ·  917 ·  918 ·  919 ·  920 ·  921 ·  922 ·  923 ·  924 ·  925 ·  926 ·  927 ·  928 ·  929 ·  930 ·  931 ·  932 ·  933 ·  934 ·  935 ·  936 ·  937 ·  938 ·  939 ·  940 ·  941 ·  942 ·  943 ·  944 ·  945 ·  946 ·  947 ·  948 ·  949 ·  950 ·  951 ·  952 ·  953 ·  954 ·  955 ·  956 ·  957 ·  958 ·  959 ·  960 ·  961 ·  962 ·  963 ·  964 ·  965 ·  966 ·  967 ·  968 ·  969